# Енербал
Енерба́л (рос. Энербал, марій. Эҥервал) — присілок у складі Куженерського району Марій Ел, Росія. Входить до складу Тум'юмучаського сільського поселення.

## Населення
Населення — 27 осіб (2010; 34 у 2002).
Національний склад (станом на 2002 рік):
- марі — 100 %